# Cerro Kalasaya
Cerro Kalasaya är ett berg i Bolivia.   Det ligger i departementet Oruro, i den centrala delen av landet, 200 km nordväst om huvudstaden Sucre. Toppen på Cerro Kalasaya är 4 198 meter över havet, eller 431 meter över den omgivande terrängen. Bredden vid basen är 7,3 km.
Terrängen runt Cerro Kalasaya är kuperad österut, men västerut är den platt. Närmaste större samhälle är Huanuni, 17,9 km sydost om Cerro Kalasaya.
Omgivningarna runt Cerro Kalasaya är i huvudsak ett öppet busklandskap. Runt Cerro Kalasaya är det glesbefolkat, med 20 invånare per kvadratkilometer.